# Сулейманиды (Алжир)
Сулейманиды (араб.  السليمانية as-Sulaymaniya‎, бербер. ⵙⵓⵍⵉⵢⵎⴰⵏⵉⵢⵉⵏ as-Sulaymaniyyin) — алидская династия, правившая в нынешнем северо-западном Алжире с центром в Тлемсене и соседних территориях в 786/7—953/4 годах.

## Происхождение династии
Основатель династии — Сулейман ибн Абдаллах — был потомком четвёртого «праведного» халифа Али ибн Абу Талиба в четвёртом поколении:
- Абу’ль-Хасан Али ибн Аби-Талиб
- аль-Хасан ибн Али аль-Муджтаба
- аль-Хасан ибн аль-Хасан аль-Му’танна
- Абд-Аллах ибн Хасан аль-Камиль
- Сулайман ибн Абд-Аллах

Братья Сулеймана ибн Абдаллаха также являлись родоначальниками различных династий Алидов: Джафар был предком шерифов Суса в Марокко, Мухаммед ан-Нафс аз-Закийя аль-Махди – предком Алауитов (султанов и королей Марокко с 1666), Идрис I – родоначальником династии Идрисидов, Муса аль-Джаун – предком хашимитских шерифов Мекки (в последующем — королей Хиджаза, Сирии, Ирака и Иордании), а также сулейманидских эмиров Тихамы в Йемене и эмиров Ямамы из династии Бану Ухайдир.

## Правление в Тлемсене
Согласно Ибн Хальдуну, Сулейман с братом Идрисом в 786/7 бежал из Мекки в Магриб от преследований Аббасидов в правление Аль-Хади. После победы над Мухаммедом ибн Хазером ибн Сулатом, правителем берберского племени Зената, Сулейман был назначен братом Идрисом I эмиром Тлемсена. Он и его потомки находились в подчинённом положении по отношению к Идрисидам.
После смерти Сулеймана власть перешла к его сыну Мухаммеду, после которого его владения были разделены между четырьмя его сыновьями: Иса правил в Аршкуле, Ахмед — в Тилимсане (Тлемсене), Идрис — в Джраве (Джараве), Ибрахим — в Танасе (Тенесе). После смерти Ибрахима его владения также разделились между сыновьями — Исой, эмиром Сук-Ибрахима, и Мухаммедом, эмиром Тенеса.
С появлением на исторической арене Фатимидов Сулейманиды начали терять свои владения. В 931 году фатимидский полководец Муса ибн Аби’ль-Афия захватил Тлемсен. Сын последнего — аль-Бури ибн Муса — после 935 года завоевал Джараву, а затем и Аршкуль. В 953/4 году зиридский полководец аль-Мансур ибн Аби-Амир установил контроль над Тенесом. Али ибн Яхья, последний эмир Тенеса, нашёл убежище у аль-Хира ибн Мухаммеда ибн Хазера, правителя берберского племени Магхрава, который помог его сыновьям Хамзе и Яхье перебраться в Испанию.

## Представители династии
- Сулайман ибн Абд-Аллах — эмир Тлемсена (786/7–813).
  - Мухаммад ибн Сулайман — эмир Тлемсена (813–828).
    - Иса ибн Мухаммад – эмир Аршкуля (с 828).
    - Ахмад ибн Мухаммад – эмир Тлемсена (с 828).
      - Мухаммад ибн Ахмад – эмир Тлемсена.
        - аль-Касим ибн Мухаммад – эмир Тлемсена (до 931).

    - Идрис ибн Мухаммад – эмир Джаравы (с 828).
      - Абу’ль-Айш Айса – эмир Джаравы.
        - аль-Хасан ибн Аби’ль-Айш — эмир Джаравы (около 935).

      - Ибрахим ибн Идрис — эмир Аршкуля.
        - Яхья ибн Ибрахим — арестован фатимидским военачальником Мизуром в 935.
        - Ибрахим ибн Ибрахим.
        - Идрис ибн Ибрахим — эмир Аршкуля (около 935).

    - Ибрахим ибн Мухаммад – эмир Тенеса и Сук-Ибрахима (с 828).
      - Иса ибн Ибрахим – эмир Сук-Ибрахима.
        - аль-Касим ибн Иса – эмир Сук-Ибрахима.
        - Ахмад ибн Иса – эмир Сук-Ибрахима.

      - Мухаммад ибн Ибрахим – эмир Тенеса.
        - Яхья ибн Мухаммад – эмир Тенеса.
          - Али ибн Яхья – эмир Тенеса (до 953/4).
            - Хамза ибн Али — эмигрировал в Испанию.
            - Яхья ибн Али — эмигрировал в Испанию.

        - Абд-Аллах ибн Мухаммад – эмир Тенеса.